# Saison 1913-1914 de l'ANH
Saison précédente Saison suivante
La saison 1913-1914 est la cinquième saison de l'Association nationale de hockey. Pour la première fois depuis les débuts de l'ANH, deux équipes finissent en tête du classement et une série finale est organisée pour déterminer le vainqueur. Le Club de hockey de Toronto remporte cette finale en deux rencontres contre les Canadiens de Montréal.

## Contexte et déroulement de la saison

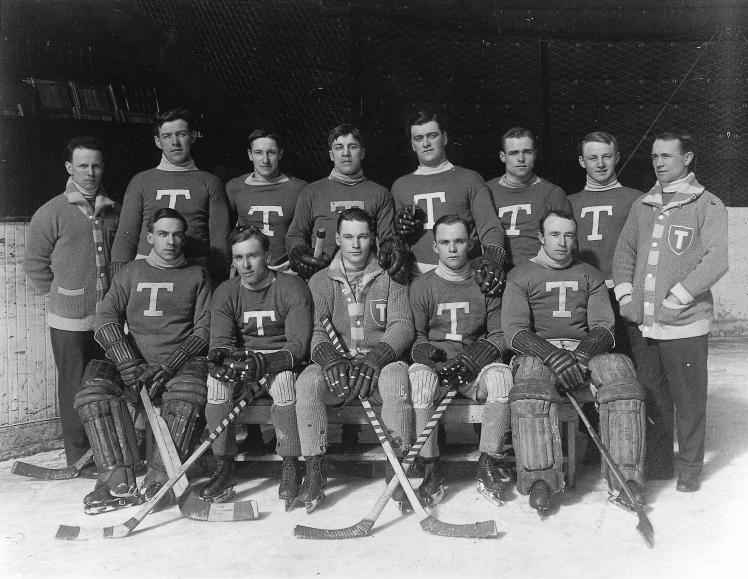
Les Torontos, champions 1914 de la coupe Stanley.

L'équipe des Tecumsehs devient les Ontarios avant les débuts de la saison alors que l'ANH apporte de nouveaux changements. Ainsi, les assistances sont désormais comptabilisées sur les feuilles de matchs. De plus, les patinoires doivent s'équiper d'un vestiaire séparé de ceux des joueurs.
Pour la première fois depuis les débuts de l'ANH, deux équipes finissent à égalité de points avec treize victoires : le Club de hockey de Toronto, les Torontos, et les Canadiens de Montréal. Ainsi, afin de déterminer la meilleure équipe de l'ANH, et donc le vainqueur du Trophée O'Brien, une série de deux rencontres est organisée. Les matchs ont lieu les 7 et 11 mars 1914 et la première rencontre jouée à Montréal tourner à l'avantage de l'équipe domicile 2-0. La deuxième joute a lieu à Toronto et les Torontos prennent leur revanche en s'imposant sur le score de 6-0.
À la fin de la saison 1913-1914 de la PCHA, l'équipe de Victoria, meilleure équipe du circuit de l'Ouest entreprend le voyage jusqu'à Toronto pour jouer contre les champions de l'ANH, mais ayant oublié de faire une demande officielle aux trustees, les joueurs de Victoria ne peuvent pas officiellement prétendre ramener la Coupe Stanley chez eux en cas de victoire. Finalement, les Blueshirts remportent les trois rencontres jouées et l'ANH conserve la Coupe pour encore un an.

## Résultats

### Classement de la saison régulière
| Clt   | Équipe                    | PJ | V  | D  | N | BP  | BC  | Pts |
| ----- | ------------------------- | -- | -- | -- | - | --- | --- | --- |
| +001, | Club de hockey de Toronto | 20 | 13 | 7  | 0 | 96  | 65  | 26  |
| +001, | Canadiens de Montréal     | 20 | 13 | 7  | 0 | 85  | 65  | 26  |
| +003, | Club de hockey Québec     | 20 | 12 | 8  | 0 | 111 | 73  | 24  |
| +004, | Club de hockey d'Ottawa   | 20 | 11 | 9  | 0 | 65  | 71  | 22  |
| +005, | Wanderers de Montréal     | 20 | 7  | 13 | 0 | 102 | 125 | 14  |
| +006, | Ontarios de Toronto       | 20 | 4  | 16 | 0 | 61  | 118 | 8   |

- Équipe qualifiée pour la finale

### Finale de l'ANH
| 7 mars 1914 | Canadiens de Montréal | 2-0 (1-0, 1-0, 0-0) | Club de hockey de Toronto | Aréna de Montréal |

| Feuille de match, | Feuille de match,                                                | Feuille de match, | Feuille de match, | Feuille de match,                         |
| ----------------- | ---------------------------------------------------------------- | ----------------- | ----------------- | ----------------------------------------- |
|                   | D. Smith (Lalonde) — 9 min 2 s H. Scott (E. Dubeau) — 27 min 5 s | 1-0 2-0           | -                 | Arbitrage : Johnny Brennan Harry Westwick |
| Georges Vézina    | Gardiens                                                         | Hap Holmes        |                   | Arbitrage : Johnny Brennan Harry Westwick |
|                   |                                                                  |                   |                   | Arbitrage : Johnny Brennan Harry Westwick |
|                   |                                                                  |                   |                   | Arbitrage : Johnny Brennan Harry Westwick |

| 11 mars 1914 | Club de hockey de Toronto | 6-0 (1-0, 1-0, 4-0) | Canadiens de Montréal | Arena Gardens 6 000 spectateurs |

| Feuille de match, | Feuille de match,                                                                                     | Feuille de match,       | Feuille de match, | Feuille de match,                    |
| ----------------- | --- | ----------------------- | ----------------- | ------------------------------------ |
|                   | J. Walker — 12 min J. Walker — 36 min S. Davidson — 43 min F. Foyston — 46 min H. Cameron S. Davidson | 1-0 2-0 3-0 4-0 5-0 6-0 | -                 | Arbitrage : Johnny Brennan Lou Marsh |
| Hap Holmes        | Gardiens                                                                                              | Georges Vézina          |                   | Arbitrage : Johnny Brennan Lou Marsh |
|                   | |                         |                   | Arbitrage : Johnny Brennan Lou Marsh |
|                   | |                         |                   | Arbitrage : Johnny Brennan Lou Marsh |

### Meilleurs buteurs
| Joueur          | Équipe     | PJ | B  | A  | Pts | Pun |
| --------------- | ---------- | -- | -- | -- | --- | --- |
| Tommy Smith     | Québec     | 20 | 39 | 6  | 45  | 35  |
| Gordon Roberts  | Wanderers  | 20 | 31 | 13 | 44  | 15  |
| Harry Hyland    | Wanderers  | 18 | 30 | 12 | 42  | 18  |
| Scotty Davidson | Blueshirts | 20 | 23 | 13 | 36  | 64  |
| Jack Walker     | Blueshirts | 20 | 20 | 16 | 36  | 17  |
| Jack McDonald   | Ontarios   | 20 | 27 | 8  | 35  | 12  |
| Joe Malone      | Québec     | 17 | 24 | 4  | 28  | 20  |
| Jack Darragh    | Ottawa     | 20 | 23 | 5  | 28  | 69  |
| Don Smith       | Canadiens  | 20 | 18 | 10 | 28  | 18  |
| Édouard Lalonde | Canadiens  | 14 | 22 | 5  | 27  | 23  |